# Apoderinae
Apoderinae (лат.) — подсемейство жуков-трубковёртов. Голова с параллельными висками, или расширена назад, без перетяжки в виде шеи. Переднеспинка без перетяжки у переднего края. Точечные ряды на надкрыльях тонкие. Половой диморфизм хорошо выражен. Биологически подсемейство близкое к подсемейству Attelabinae.

## Распространение
Почти все виды обитатели тропической зоны.

## Описание
Окраска этих трубковёртов варьируется от желтовато-красной до чёрной, реже синяя с металлическим отблеском.

## Морфология имаго
Жуки с коротким телом, длина надкрылий как правило больше их ширины в 1,25—1,5 раза. Голова за глазами выпуклая, иногда виски конически сужены к основанию головы. В основании головы всегда имеется перетяжка, которая образует «шею». У самцов триб Trachelophorini и Clitostylini шея в значительной степени удлинена. Головотрубка короткая и толстая, между основаниями усиков обычно выпуклая. Усики состоят из 12-сегментов. Переднеспинка перетянута в двух местах. Задняя перетяжка отделяет основной валик, а задняя — передний край переднеспинки. На надкрыльях (исключая трибу Hoplapoderini) имеются правильные ряды точек. На надкрыльях у Hoplapoderini выступают стволы главных жилок. Иногда на них имеются бугорки, шипы и пятна. Пигидий выступает за вершину надкрылий. Первый стернит брюшка обычно с выступами направленными вперёд. Все бёдра одинаковые по толщине, у некоторых видов имеется на них зубец, у немногих видов передние голени слегка длиннее и изогнутые. Коготки сросшиеся в базальной части.

### Половой диморфизм
Различие между самцом и самкой хорошо выражено. У самцов вершина голеней с одним швом, у самок же с двумя. Самцы многих видов также легко отличаются от по значительно более сильно удлинённой шее.

## Экология
Все представители подсемейства являются трубковёртами, которые делают плотные короткие пакеты-трубки из одного листа, причём главная жилка листа бывает расположена поперечно в отношении главной оси трубки.